# 勃艮第的伊莉莎白
勃艮第的伊莉莎白（法語：Élisabeth de Bourgogne，1439年—1483年6月21日），克萊沃公爵夫人，尼維爾伯爵若望二世的女兒。

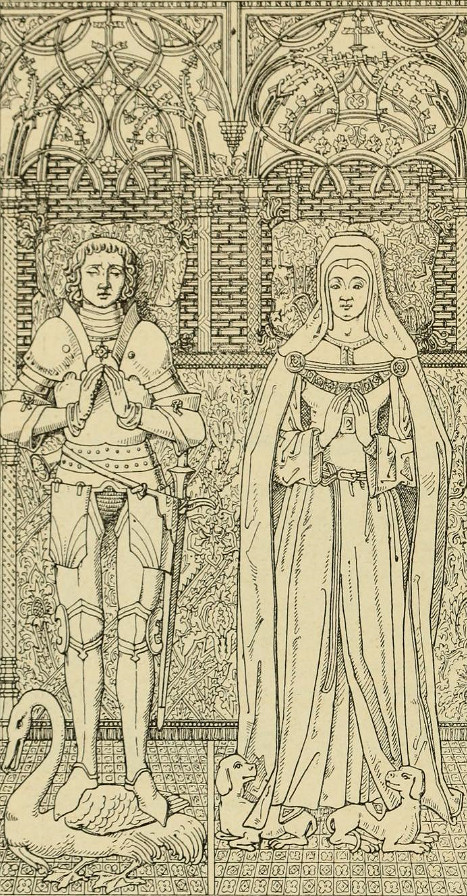
勃艮第的伊莉莎白（右）

## 家庭
1456年，伊莉莎白與克萊沃公爵約翰一世結婚，兩人共有三個兒子：
1. 約翰二世（1458年—1521年）
2. 英格貝特（1462年—1506年）
3. 菲利普（英语：Philip of Cleves (bishop)）（1467年—1505年）